# Bassetlaw
Bassetlaw ist ein District in der Grafschaft Nottinghamshire in England. Verwaltungssitz ist die Stadt Worksop. Weitere bedeutende Orte sind Bircotes, Misterton, Ranskill und Retford.
Der Bezirk wurde am 1. April 1974 gebildet und entstand aus der Fusion des Borough of Worksop, des Borough of Retford, des Retford Rural District und dem größten Teil des Worksop Urban District.

## Partnerschaften
Der Bassetlaw District befindet sich seit 1977 in einer Partnerschaft mit der Stadt Garbsen in Niedersachsen.